# Django spricht das Nachtgebet
Django spricht das Nachtgebet (Originaltitel: Il suo nome gridava vendetta) ist ein italienisch-spanischer Spielfilm aus dem Jahr 1968 von Mario Caiano. Es ist ein actionreicher Italowestern, welcher auch unter dem Namen Django sprich dein Nachtgebet bekannt ist. Am 19. Juni 1970 erfolgte die Erstaufführung im deutschsprachigen Raum.

## Handlung
Nach dem amerikanischen Bürgerkrieg irrt Davy Flanagan, welcher nach einer Verletzung sein Gedächtnis verlor, umher, bis er von einem Kopfgeldjäger erkannt und gefangen genommen wird. Er kann jedoch fliehen und kehrt in seine Heimatstadt zurück. Seine Frau ist mittlerweile mit dem Banditen Clay Hackett verheiratet und schwer alkoholabhängig. Sam Kellogg bietet ihm zunächst Hilfe an. Davy muss jedoch feststellen, dass dieser ihn reingelegt hat und macht sich mit Kellogg auf den Weg zur Bande von Crazy Joe.
Als Whiskyverkäufer getarnt gelangt er in den Unterschlupf der Banditen, wo sich auch Clay Hacket, welcher zuvor Crazy Joe umbrachte, und seine Frau befinden. Schließlich kommt es zum Showdown, wobei Davy sich wieder an Sam Kellogg erinnern kann.

## Kritiken
„Einer der schwächeren Action-Western von Genre-Profi Mario Caiano“

„Mitreißender, fast schon als Thriller durchgehender Western, bei dem endlich mal keine reine Rächerstory im Vordergrund steht. Ein Kleinod“

Das Lexikon des internationalen Films sah ein „verworrenes“ Werk. Auch der Evangelische Filmbeobachter hält nicht viel von dem Streifen: „Wieder ein ‚unechter‘ Django-Film aus Italiens Westernfabrik, der seinem Erfolgsvorbild nur in der Leichenzahl nacheifert, sonst aber durch verworrene Handlung enttäuscht. Für Freunde guter Western ein Graus!“